# سازمان مدیریت بحران فدرال
سازمان مدیریت بحران فدرال (به انگلیسی: Federal Emergency Management Agency) که به اختصار فما (به انگلیسی: FEMA) نیز گفته می‌شود، یکی از سازمان‌های دولتی تابعهٔ وزارت امنیت داخلی ایالات متحدهٔ آمریکا است که بنابر حکم رئیس‌جمهور وقت آمریکا در ۱ آوریل ۱۹۷۹ تأسیس شد. مأموریت اصلی این سازمان در مقابله با اثرات مخرب بلایای طبیعی و دست‌ساختهٔ بشر و به منظور کاهش خسارات و تلفات در کشور ایالات متحدهٔ آمریکا است. از زمان تأسیس تا حملات ۱۱ سپتامبر این سازمان مسئولیت اجرای دفاع غیرنظامی در کشور آمریکا را بر عهده داشت. در سال ۲۰۰۳ و به دستور جرج دابلیو. بوش به یکی از سازمان‌های زیرمجموعهٔ وزارت امنیت داخلی ایالات متحدهٔ آمریکا تبدیل شد. فما در سال ۲۰۰۵ و در واکنش به توفند کاترینا عملکرد ضعیفی از خود نشان داد و منتقدان زیادی خواستار استقلال عملکرد آن در آینده شدند. امروزه رئیس فما گزارش‌های عملکرد سازمان تحت امرش را مستقیماً به وزیر امنیت داخلی ایالات متحدهٔ آمریکا ارائه می‌دهد. امروزه فما علاوه بر انجام عملیات در زمان فجایع، مأموریت‌های متعدد دیگری را نیز در جهت بهبود کیفیت زندگی مردم آمریکا انجام می‌دهد. از جمله برنامهٔ تأمین غذای ملی (NFIP) و غیره.

## تاریخچه
این سازمان در سال ۱۹۷۹ به دستور جیمی کارتر به منظور واکنش بهتر کشور آمریکا به حوادث غیرمترقبه به‌ویژه توفندها تأسیس شد. در زمان ریاست‌جمهوری رونالد ریگان نقش مقابله با حملات اتمی احتمالی شوروی علیه آمریکا را نیز به وظایف آن افزودند و در پی این اقدام بود که مناقشاتی بین این سازمان و وزارت دادگستری ایالات متحدهٔ آمریکا به وجود آمد. در زمان زمامداری بیل کلینتون این سازمان بسیار گسترش پیدا کرد و مأمور شد تا مناطق حادثه‌خیز کشور ایالات متحده آمریکا را شناسایی و طبقه‌بندی کند. در زمان جرج دابلیو. بوش و بعد از حوادث ۱۱ سپتامبر این سازمان به دستور رئیس‌جمهور به یکی از زیرمجموعه‌های وزارت امنیت داخلی ایالات متحدهٔ آمریکا تبدیل شد (۱ مارس ۲۰۰۳) تا علاوه بر وظایف تعریف‌شده، در مبارزه علیه تروریسم نیز شرکت داشته باشد. در همان زمان ۲۲ سازمان فدرال دیگر آمریکا نیز در این سازمان ادغام شدند تا توانایی فما در برابر سوانح طبیعی و دست‌ساز بیشتر شود.

## مأموریت‌های شاخص
- توفند اندرو (۱۹۹۲)
- توفند فرانسیس (۲۰۰۴)
- توفند کاترینا (۲۰۰۵)
- طوفان برف بوفالو (۲۰۰۶)
- آتش سرکش کالیفرنیا (۲۰۰۷)